# The Future (álbum de Guy)
The Future es el segundo álbum de estudio de la banda de R&B Guy, publicado el 22 de noviembre de 1990, por Uptown Records. El álbum tuvo un tono mucho más oscuro en contraste con su debut. La mayor parte del álbum tiene que ver con cosas que suceden detrás de escenas. Un año después del lanzamiento del álbum debut del grupo, ellos despidieron a su mánager Gene Griffin- quien afirma asignan los fondos del grupo. Esta revelación enfureció a todos los miembros, y particularmente enfureció al vocalista líder Aaron Hall- tanto así que él no canta en la mitad del álbum. Él declaró "Llegó un momento en que yo no quería cantar una sola nota. Para ser honesto, era el dinero. Simplemente se convirtió en demasiado deprimente. Éramos el grupo más grande en el mundo y nos quedamos en la ruina. Tomó su peaje." Como resultado, Riley asumió las funciones de vocalista líder para casi la mitad de The Future.
También en una gira con sus compañeros de disquera New Edition, las cosas se salieron de control entre los dos actos. Aunque New Edition fueron los artistas principales, Guy pasó a eclipsar a ellos unas pocas fechas en la gira. Esto creó una rivalidad entre bastidores que resultó moral. Uno de los managers de producción de New Edition Ronald Boyd disparó y mató a Anthony Bee -uno miembro del equipo de seguridad de Guy- Guy dedicaría la canción «Long Gone» a la memoria de Bee- así como también al miembro de Wrecks-N-Effect Brandon Mitchell, quien también fue asesinado ese mismo año. The Future contiene canciones en donde ellos atacan a su entonces mánager Gene Griffin y sus entonces protegidos, el grupo de grabación de Motown Records Basic Black. En el momento en que publicaron el quinto sencillo «Let's Stay Together» a comienzos de 1992, Guy informó su separación y cada miembros se embarcó en proyectos por separado, con Aaron y Damion publicando álbumes en solitario y Terry empezando el grupo Blackstreet.
Un par de las canciones de The Future han sido interpretados por otros artistas como covers. La cantante de Priority Records Toni Estes realizó un cover de la canción «Let's Chill» para su álbum debut de 2000 Two Eleven. El cantante Charlie Wilson también realizó un cover de «Let's Chill» para álbum de 2005 Charlie, Last Name Wilson. El cantante de R&B Case realizó un cover de la canción «Smile» para su álbum de 2009 The Rose Experience.

## Lanzamiento y recepción
The Future alcanzó la posición #16 en el Billboard 200 y alcanzó la posición #1 en los listados R&B Albums. Para enero de 1991, fue certificado platino en ventas por la RIAA por ventas superiores a un millón de copias en los Estados Unidos.
Aunque Alex Henderson de Allmusic sintió que The Future no es un álbum fuerte como su predecesor, él le dio calificación positiva al trabajo, llamándolo "uno de los más atractivos - y ciertamente más auténtico - ejemplos de "new jack swing."

## Lista de canciones
1. «Her» — 03:53
2. «Wanna Get With U» — 04:47
3. «Do Me Right» (con Heavy D) — 04:23
4. «Teddy's Jam 2» — 04:19
5. «Let's Chill» — 05:23
6. «Tease Me Tonite» — 05:08
7. «D-O-G Me Out» — 04:23
8. «Total Control» — 03:00
9. «Gotta Be a Leader» (con Wreckx-N-Effect) — 04:28
10. «The Future» — 04:12
11. «Let's Stay Together» — 04:01
12. «Where Dod the Love Go» — 01:15
13. «Yearning for Your Love» — 04:35
14. «Smile» — 04:25
15. «Long Gone» — 05:52
16. «Wanna Get With U» (Club Version) — 07:58

## Posicionamiento
| Listas (1990)      | Posición |
| ------------------ | -------- |
| U.S. Billboard 200 | 16       |
| U.S. R&B Albums    | 1        |